# Antonio Peñalver
Antonio Peñalver Asensio (* 1. prosince 1968) je bývalý španělský atlet, který závodil profesionálně v desetiboji. Jeho největším úspěchem je zisk stříbrné medaile na LOH 1992 v Barceloně, kde byl nakonec poražen pouze českým desetibojařem Robertem Změlíkem. Zvítězil také na Ibero-americkém šampionátu v roce 1990 a bronzovou medaili získal v halovém sedmiboji na evropském šampionátu v roce 1992. Svoji kariéru zakončil 9. místem na LOH 1996 v Atlantě.

## Osobní rekordy
Jeho osobní rekord v desetiboji má hodnotu 8478 bodů (1992), v halovém sedmiboji pak 6062 bodů (1992). Mezi nejsilnější disciplíny tohoto vícebojaře patřil vrh koulí, jeho osobní rekord má hodnotu 17,32 metru.